# Parkstraße 13

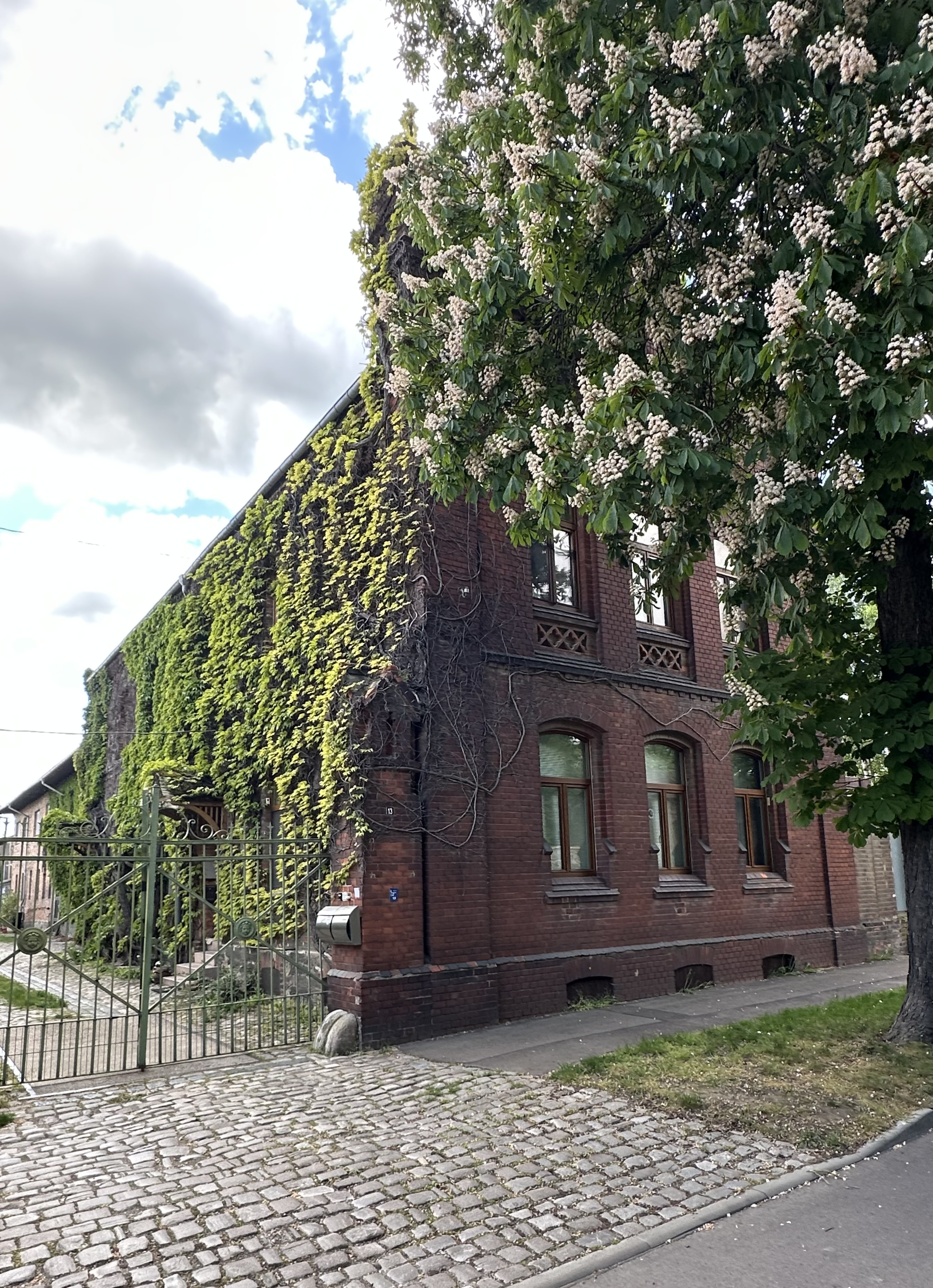
Wohnhaus Parkstraße 13 im Jahr 2025

Die Parkstraße 13 ist ein denkmalgeschütztes Wohnhaus in Bernburg (Saale) in Sachsen-Anhalt.

## Lage
Das Gebäude befindet sich auf der Südseite der Parkstraße, in der Bernburger Bergstadt im östlichen Teil des Stadterweiterungsgebiets. Auf der gegenüberliegenden Straßenseite erstreckt sich der Friedhof II, östlich steht die gleichfalls denkmalgeschützte Villa Parkstraße 14.

## Architektur und Geschichte
Das Haus wurde Anfang des 20. Jahrhunderts als zweigeschossiger Ziegelbau errichtet. Das Gebäude erstreckt sich lang nach Süden in das Grundstück hinein. Die zur Straße ausgerichtete dreiachsige Nordfassade wird von einer hohen Attika mitsamt Giebelaufsatz geprägt. Hier bestehen Ziegelfriese und eine Tierplastik.
Im Denkmalverzeichnis des Landes Sachsen-Anhalt ist das Wohnhaus unter der Erfassungsnummer 094 60088 als Baudenkmal verzeichnet.